# Аарслефф, Карл
Карл Вильгельм Олуф Петер Аарслефф (дат. Carl Vilhelm Oluf Peter Aarsleff; 14 августа 1852, Нюборг на острове Фюн — 4 января 1918, Копенгаген) — известный датский скульптор и педагог, профессор Королевской датской академии изящных искусств, директор академии в 1914—1917 годах.

## Биография
С 1872 по 1876 год Карл Аарслефф обучался в Королевской академии изящных искусств в Копенгагене, работал в студиях Теобальда Штейна, Вильгельма Биссена и Йенса Адольфа Йерихау.
В 1876 году был награждён малой золотой медалью Академии, а в 1880 году — большой золотой академической медалью.
В 1881 году, получив стипендию, уехал за границу, где продолжил обучение и стажировку, посетив Париж, Италию и Грецию.
В 1890 году Карл Вильгельм Олуф Петер Аарслефф стал членом Академии, в 1902 году — профессором Академии, а в 1914 году её директором. Среди его многочисленных учеников был, в частности, Кай Нильсен.
Его заслуги были отмечены орденом Данеброг.

## Творчество
Творил под влиянием Торвальдсена и, особенно, Йерихау.
С 1900 по 1912 год занимался восстановлением саркофага королевы Маргариты I Датской в соборе Роскилле.
Автор ряда скульптур, которые ныне находятся в Новой глиптотеке Карлсберга, установлены в Копенгагене. 77 его оригинальных работ переданы в дар музея города Нюборга.

## Избранные работы
- «После купания»
- «Телемах, готовящийся к отъезду» (1879)
- «Авель, жертва Богу»
- «Давид»
- «Молодые флорентийцы»
- «Эрос, приносящий свет на землю»